# Michele Neri Bondi
Michele Neri Bondi (Firenze, 16 ottobre 1750 – Firenze, 1822 circa) è stato un compositore, clavicembalista e direttore d'orchestra italiano.
Il suo vero nome era Michele Neri, ma nel 1773 cambiò il cognome in Neri Bondi per non essere confuso con un cantante che all'epoca era attivo nel capoluogo toscano, il quale portava il suo stesso nome. Nulla si sa della sua gioventù e della sua formazione musicale, ma quel che è sicuro è che, dopo Ferdinando Rutini, fu il più prolifico compositore fiorentino della seconda metà del XVIII secolo. Il suo maggior successo l'ottenne con il dramma giocoso I matrimoni in cantina, il quale venne dato almeno due volte a Firenze e a Bologna, nonché a Pisa, Lucca, Roma, Ravenna, Siena e Palermo. Tutte le altre sue opere furono rappresentate solamente nei teatri comici sua città natale, ossia Cocomero, Intrepidi, Piazza Vecchia, Santa Maria e Borgo Ognissanti. Solo un suo lavoro fu messo in scena al Teatro della Pergola, il maggiore palcoscenico fiorentino, fulcro della città per le rappresentazioni di opere serie.
Tra il 1779 e il 1790 fu inoltre direttore musicale, arrangiatore e primo clavicembalista di diversi piccoli teatri della città, fra i quali si ricorda il Teatro degli Intrepidi, nei quali, oltre a suoi lavori, allestiva gli spettacoli di altri famosi compositori dell'epoca, come Gaetano Andreozzi, Giovanni Battista Borghi, Domenico Cimarosa, Giuseppe Moneta e Giovanni Valentini. Nel 1790, in occasione della riapertura del Teatro della Pergola, diresse l'Amleto di Luigi Caruso e nell'estate del 1793 diventò impresario al Teatro Santa Maria; in questo periodo fu nominato anche primo clavicembalista all Pergola, carica che tenne sino all'autunno del 1822. Nel gennaio 1796 aprì una scuola di musica a Fiesole e nello stesso periodo diventò maestro di cappella della chiesa di Santa Maria de' Candeli.

## Lavori

### Opere
Tutte le opere furono rappresentate la prima volta a Firenze.
- Infedeltà delusa (dramma giocoso, libretto di Marco Coltellini, 1783)
- Le serve in contea (intermezzo, libretto di Ferdinando Casorri, 1783)
- Ogni disuguaglianza amore agguaglia (intermezzo, libretto di Ferdinando Casorri, 1784)
- Il ripiego improvviso, ovvero Quel che l'occhio non vede, il cor non crede (intermezzo, libretto di Ferdinando Casorri, 1784)
- L'amor rusticale (intermezzo, libretto di Ferdinando Casorri, 1785)
- I mietitori, ovvero l'amante dispettosa (intermezzo, libretto di Ferdinando Casorri, 1785)
- I matrimoni in cantina (La finta nobiltà; I viaggiatori) (dramma giocoso, libretto di G. Bellentani, 1785)
- La locandiera, o sia Da ultimo è bel tempo (dramma giocoso, libretto di Domenico Poggi, dopo Carlo Goldoni, 1786)
- Le spose provenzali (dramma giocoso, 1787)
- Il maestro perseguitato (intermezzo, 1787)
- Tizio e Sempronio (intermezzo, 1787)
- La bella incognita, o siano I tre amanti delusi (intermezzo, libretto di Cosimo Giotti, 1788)
- Quello che può accadere (intermezzo, 1788)
- L'autunno (intermezzo, libretto di Domenico Somigli, 1788)
- La pianella persa (L'inverno) (farsetta, libretto di Pietro Andolfati, 1789)
- I vendemmiatori, ovvero I due sindaci (farsetta, libretto di Pietro Andolfati, 1789)
- Gli amori d'estate, o sia Il mulinaro e la pescatrice (farsetta, libretto di Pietro Andolfati, 1789)
- La villa (farsetta, libretto di Ferdinando Casorri, 1790)
- Il mondo della luna (farsetta, libretto di Somigli, dopo Carlo Goldoni, 1790)
- Il vecchio speziale deluso in amore (farsa, libretto di Ferdinando Casorri, 1790)
- La fata Urgella, o sia Quel che piace alle donne in ogni tempo (farsa, libretto di G. Squilloni, dopo Le fée Urgèle ou Ce qui plait aux dames di C.-S. Favart, 1791)
- La cameriera raggiratrice, o sia La guerra aperta (intermezzo, libretto di Domenico Somigli, 1793)
- Il concistoro delle donne, ossia La bizarrie d'amore (intermezzo, 1793)
- Farsa senza titolo (farsa, 1793)
- Il rivale di se medesimo (dramma giocoso, dopo Le rival de lui-même di P.C. Nivelle de la Chausée, 1795)
- Gli artigiani (opera buffa, 1798)
- La villanella rapita (1798)

### Lavori sacri
- Bendicat (1798)
- Tota pulchra per 8 voci (1804)
- Litanie della Santissima Vergine per 3 voci (1822)
- Vaxilla per 4 voci e strumenti

| Controllo di autorità | VIAF (EN) 42105102 · CERL cnp01974133 · BNF (FR) cb147938419 (data) |